# Fivelcollege
De Christelijke Scholengemeenschap Fivelcollege was een scholengemeenschap op protestants-christelijke basis in Noordoost-Groningen. De hoofdvestiging stond in Delfzijl en telde op z'n hoogtepunt zo'n 1210 leerlingen. De naam van de school verwijst naar het voormalige riviertje de Fivel en de streek Fivelingo. De school werd beheerd door de Vereniging voor Christelijk Voortgezet Onderwijs in Delfzijl. In 2012
Op 1 augustus 2012 fuseerde het Fivel College met het Ommelander College te Appingedam. De nieuwe school heeft de naam Eemsdeltacollege.

## Geschiedenis
Het Fivelcollege is in de jaren '90 ontstaan uit een fusie van verschillende scholen:
- Een school voor havo en vwo in Delfzijl die al Fivelcollege heette. Deze school zat 24 jaar aan het Zwet, en verhuisde bij de fusie naar Sikkel.
- Een school voor lbo "De Oldenij" in Delfzijl
- Een school voor mavo "Het Kompas" in Delfzijl
- Protestants-christelijke mavo "Groen van Prinsterer" in Appingedam
- Protestants-christelijke mavo "Syerdeberth" in Siddeburen

## Locaties
Het Fivelcollege was een zogenaamde brede scholengemeenschap. Op de vestiging aan de Sikkel 3 te Delfzijl volgden leerlingen onderwijs voor het vwo, havo en vmbo met leerwegondersteunendonderwijs (lwoo) Vanaf 1 augustus 2008 werd de nieuwbouw voor het vmbo in gebruik genomen. Het vmbo kende de afdelingen: bouw-breed (timmeren - metselen - schilderen), zorg en welzijn en metalektro. Daarnaast de theoretische leerweg (voorheen mavo)met de sectoren landbouw, economie, zorg en welzijn en techniek.
Ook in Siddeburen was een vestiging van deze school, in de voormalige mavo. Hier kon alleen het vmbo worden afgerond. Leerlingen konden hier alleen de eerste twee leerjaren van het vmbo kader,havo en vwo volgen. Daarna werden ze overgeplaatst naar Delfzijl.

## Slagingspercentage
Hier is het slagingspercentage (procentueel aantal leerlingen dat met een diploma van school ging) weergegeven. En het gemiddelde cijfer dat is gehaald op de examens, plus nog het cijfer dat het Fivelcollege gekregen heeft via een schoolonderzoek. In het jaar 2008 behaalde het Fivelcollege een slagingspercentage van 100% op het vwo. Op de havo lag het slagingspercentage boven de 90% in 2008. In 2009 zakte één leerling definitief voor het vwo en op de havo waren dit er drie.
| Fivelcollege                     | vmbo   | havo   | vwo    |
| -------------------------------- | ------ | ------ | ------ |
| Slagingspercentage               | 92.37% | 56.06% | 78.95% |
| Gemiddeld cijfer Centraal Examen | 6.68   | 5.65   | 6.37   |
| Gemiddeld cijfer Schoolonderzoek | 6.76   | 6.63   | 7.10   |

## Leerlingen
Het aantal leerlingen van het Fivelcollege was in de afgelopen jaren gedaald, door de veranderende leeftijdsopbouw van de bevolking, en door het wegtrekken van inwoners uit Delfzijl. In 2002 zaten er op de hoofdvestiging in Delfzijl 1032 leerlingen:
| Niveau    | Leerlingen | Percentage |
| --------- | ---------- | ---------- |
| havo/vwo  | 474        | 46%        |
| vmbo/mavo | 402        | 39%        |
| vbo       | 156        | 15%        |

Op dat moment bestond 5% van het leerlingenbestand uit allochtonen. De leerlingen wonen voornamelijk in de gemeenten Appingedam, Delfzijl, Eemsmond, Loppersum, Scheemda en Slochteren.
In 2010 bestond het schoolbestuur uit 3 personen. Er waren 100 docenten en 17 personen ondersteunend personeel.